# Scunthorpe (circonscription britannique)

Circonscription de Scunthorpe.

La circonscription de Scunthorpe est une circonscription située dans le Lincolnshire et représentée à la Chambre des communes du Parlement britannique.